# Syväjärvi (sjö i Sastamala, Birkaland)
Syväjärvi är en sjö i kommunen Sastamala i landskapet Birkaland i Finland. Arean är 35 hektar och strandlinjen är 2,88 kilometer lång. Sjön  ingår i Kumo älvs huvudavrinningsområde.   Den ligger omkring 60 kilometer väster om Tammerfors och omkring 180 kilometer nordväst om Helsingfors. 